# Copa del Mundo de Ciclismo de 1998
La Copa del Mundo de Ciclismo en el año 1998 tuvo los siguientes resultados:

## Calendario
| Prueba                   | Fecha         | País         | Vencedor             | Equipo del vencedor |
| ------------------------ | ------------- | ------------ | -------------------- | ------------------- |
| Milán-San Remo           | 21 de marzo   | Italia       | Erik Zabel           | Deutsch Telekom     |
| Tour de Flandes          | 5 de abril    | Bélgica      | Johan Museeuw        | Mapei-Bricobi       |
| París-Roubaix            | 12 de abril   | Francia      | Franco Ballerini     | Mapei-Bricobi       |
| Lieja-Bastoña-Lieja      | 19 de abril   | Bélgica      | Michele Bartoli      | ASICS               |
| Amstel Gold Race         | 25 de abril   | Países Bajos | Rolf Jaermann        | Casino              |
| Clásica de San Sebastián | 8 de agosto   | España       | Francesco Casagrande | Cofidis             |
| HEW Cyclassics           | 16 de agosto  | Alemania     | Léon van Bon         | Rabobank            |
| G. P. de Suiza           | 23 de agosto  | Suiza        | Michele Bartoli      | ASICS               |
| París-Tours              | 4 de octubre  | Francia      | Jacky Durand         | Casino              |
| Giro de Lombardía        | 17 de octubre | Italia       | Oscar Camenzind      | Mapei-Bricobi       |

## Clasificación
| Pos | Corredor            | País               | Puntos |
| --- | ------------------- | ------------------ | ------ |
|     | Michele Bartoli     | ASICS              | 416    |
| 2   | Léon van Bon        | Rabobank           | 190    |
| 3   | Andrea Tafi         | Mapei-Bricobi      | 166    |
| 4   | Stefano Zanini      | Mapei-Bricobi      | 163    |
| 5   | Michael Boogerd     | Rabobank           | 146    |
| 6   | Andréi Chmil        | Lotto-Mobistar     | 137    |
| 7   | Emmanuel Magnien    | Française des Jeux | 134    |
| 8   | Franco Ballerini    | Mapei-Bricobi      | 132    |
| 9   | Rolf Jaermann       | Casino             | 111    |
| 10  | Frank Vandenbroucke | Mapei-Bricobi      | 111    |

## Clasificación por equipos
| Pos | Equipo        | País         | Puntos |
| --- | ------------- | ------------ | ------ |
| 1   | Mapei-Bricobi | Italia       | 76     |
| 2   | Rabobank      | Países Bajos | 56     |
| 3   | Casino        | Francia      | 52     |